# 锡萨-特雷卡萨利

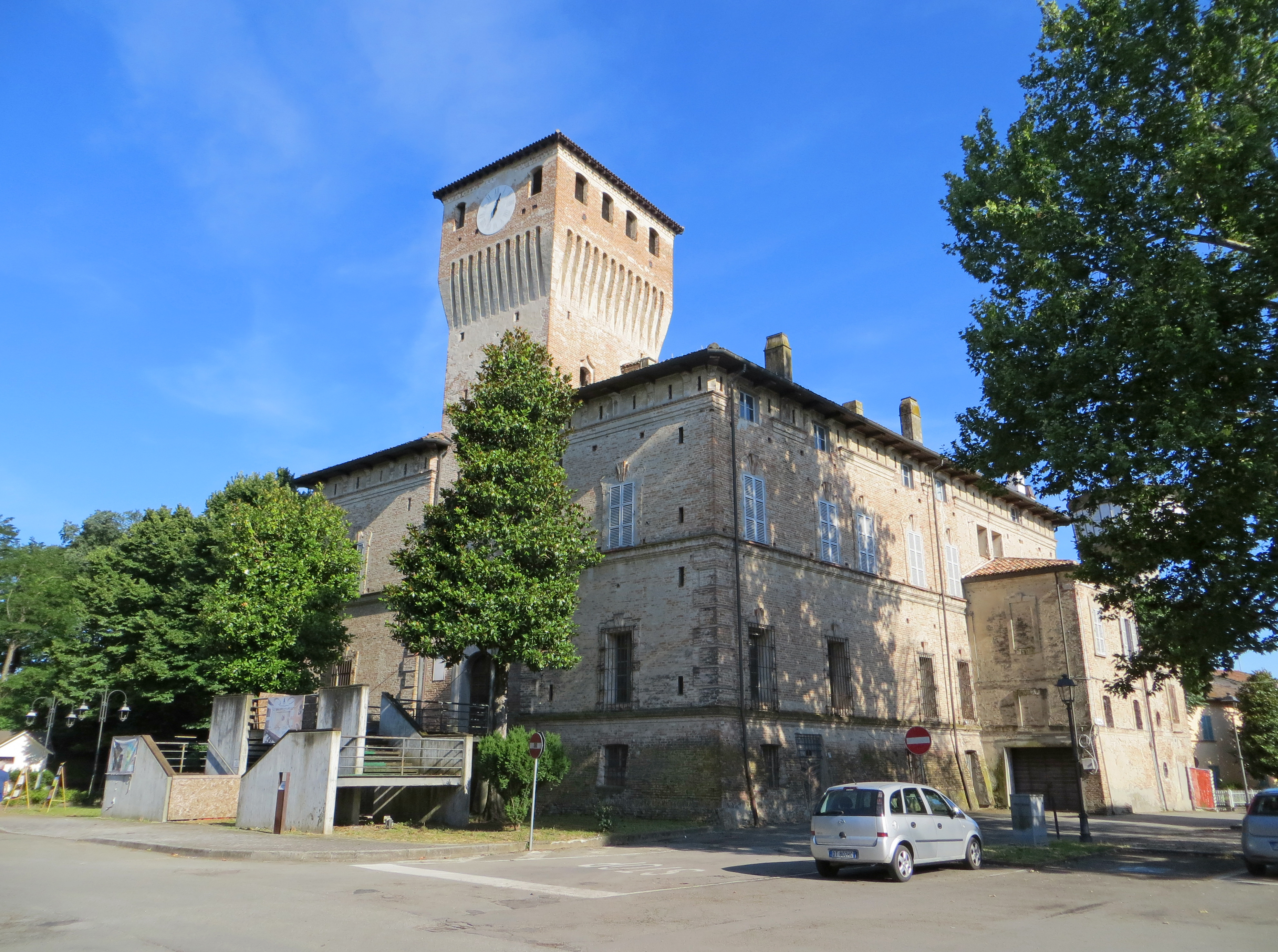
城堡

锡萨-特雷卡萨利（義大利語：Sissa Trecasali）是意大利艾米利亚-罗马涅大区帕爾馬省的市镇。市镇面积为63.9平方公里，2009年人口数量为7,918人。
此市镇成立于2014年1月1日，由锡萨和特雷卡萨利两市镇合并而成。